# Matutina Meiapontense
Matutina Meiapontense foi um jornal que circulou na província de Goiás entre 5 de março de 1830 a 24 de maio de 1834, totalizando 526 números, e é considerado o mais antigo do Centro-Oeste, pois surgiu no período do Primeiro Império do Brasil, editado na Vila de Meia Ponte, hoje Pirenópolis, pelo comendador Joaquim Alves de Oliveira, tendo como primeiro diretor o padre Luís Gonzaga de Camargo Fleury.
Tinha o jornal um papel importante na elite goiana, considerando-se que a esmagadora maioria da população era de analfabetos, e, assim, os valores ali registrados eram as ideias dos senhores escravistas do interior goiano.
Nos dias atuais, a Matutina Meiapontense é uma importante fonte documental, pois através dela o historiador pode recriar o cotidiano da Província de Goiás. Desprovido de censura, dado aos ideais de liberdade pregados pelo seu fundador, o Comendador Oliveira, foram autorizadas em suas páginas as publicações de anúncios, cartas dos leitores, sátiras e muito humor. Dali brotam informações sobre o político, o social e o cultural dos arraiais e vilas de Goiás, essencial fonte histórica para quem deseja revelar as relações humanas e o cotidiano de uma sociedade escravista, machista e dominada por uma reduzida classe de privilegiados.
A Matutina Meiapontense também foi usada como diário oficial das Províncias de Goiás e de Mato Grosso. A primeira tipografia de Mato Grosso seria instalada em Cuiabá apenas em 1839, e durante esse período os atos oficiais, e todos os documentos que necessitavam de publicidade, e outras notícias sociais,eram impressas nas colunas intituladas "A Província de Mato Grosso" e "Miscelânia Cuiabanense".Aliás, a instalação da tipografia de Mato Grosso coube ao tipógrafo Francisco José de Melo, do Matutina Meiapontense, que cobrou ajuda de custo de 200$000 e a gratificação anual de 600$000. A primeira impressão ocorreu em 14 de agosto de 1839, do jornal Themis Matogrossense, custando 80 réis o exemplar avulso.